# Font de la Plaça del Monestir
La Font de la Plaça del Monestir és una obra neoclàssica de Vallbona de les Monges (Urgell) inclosa a l'Inventari del Patrimoni Arquitectònic de Catalunya.

## Descripció
Font que brolla directament de la mina, amb vuit raigs a catorze graus de temperatura i assorteix l'abeurador i el rentador del poble. Les seves proporcions i la seva situació a fet que sigui una molt ben inserida al monestir de Vallbona de fons. Font cilíndrica coronada per una borla rodona de pedra a mode de llanternó.